# Shimoneta
Shimoneta (下ネタという概念が存在しない退屈な世界?, Shimoneta to iu gainen ga sonzai shinai taikutsu na sekai, lett. "Un mondo noioso dove il concetto di battute sconce non esiste"), altresì nota come Shimoseka (下セカ?), è una serie di light novel scritta da Hirotaka Akagi ed illustrata da Eito Shimotsuki, pubblicata in undici volumi dalla Shogakukan, sotto l'etichetta Gagaga Bunko, tra luglio 2012 e febbraio 2016. Un adattamento manga, intitolato Shimoneta to iu gainen ga sonzai shinai taikutsu na sekai: man**-hen e disegnato da N' Yuzuki, è stato serializzato sul Comic Blade della Mag Garden dal 2014 al 2016. Un adattamento anime, prodotto dalla J.C.Staff ed acquistato in Italia dalla Dynit, è stato trasmesso in Giappone tra il 4 luglio e il 19 settembre 2015.

## Trama
In un futuro distopico, le autorità giapponesi braccano chiunque usi un linguaggio spinto o distribuisca materiali osceni nel paese, al punto tale che tutti i cittadini sono costretti a indossare micro-terminali peacemaker (PM) informatici per l'analisi di ogni loro parola e movimento. Tanukichi Okuma, un nuovo studente liceale della migliore "scuola morale pubblica" del Giappone, riesce finalmente a riunirsi con Anna Nishikinomiya, la presidentessa del consiglio studentesco per la quale ha una cotta. Tuttavia, poco dopo, la sfortuna vuole che Tanukichi attiri l'attenzione della terrorista pervertita "Il blu del campo innevato", la quale dopo averlo rapito, lo costringe a fondare insieme a lei l'organizzazione oscena "SOX", con l'obiettivo di creare e spargere materiale pornografico per tutta la città.

## Personaggi

### Personaggi principali

Ayame e Tanukichi vestiti da "terroristi"

Tanukichi Okuma (奥間 狸吉?, Okuma Tanukichi)
Doppiato da: Yūsuke Kobayashi
Il protagonista della serie, ossia un amico d'infanzia di Anna che è il figlio del famigerato terrorista Zenjurō, il quale fu arrestato un anno prima mentre gettava preservativi all'entrata della sede della Dieta. Secondo i suoi compagni di classe, alle medie si è diplomato in una delle scuole a più basso livello morale del paese. Per tutto il tempo è indeciso se continuare a proteggere il segreto di Ayame come suo compagno terrorista oppure consegnarla alle autorità per guadagnarsi il favore di Anna. A causa di suo padre, durante l'infanzia ha accumulato una certa conoscenza di tutte le cose oscene e, per quanto lo neghi, in realtà prova piacere nel partecipare alle attività di Ayame. Il suo nome deriva dal tanuki, una creatura leggendaria con grossi testicoli. Sebbene all'inizio dimostri un interesse romantico per la senpai Anna, col proseguire della trama svilupperà sentimenti per Ayame.
Ayame Kajō (華城 綾女?, Kajō Ayame) / Il blu del campo innevato (雪原の青?, Setsugen no ao)
Doppiata da: Shizuka Ishigami
La vicepresidente del consiglio studentesco dell'accademia Tokioka, ossia la figlia di un ex-membro della Dieta caduto in disgrazia dopo aver combattuto invano contro l'approvazione delle leggi sulla morale pubblica. È la persona che si nasconde dietro la terrorista pervertita "Il blu del campo innevato", la quale sfida le autorità morali giapponesi portando delle mutandine sul volto, spargendo volantini semi-pornografici ovunque e urlando parolacce o raccontando barzellette sporche ai quattro venti. Dopo aver rapito Tanukichi, decide di fondare l'organizzazione SOX insieme a lui per estendere le sue attività anche nel territorio della scuola. Tuttavia, nonostante lo scopo che si è prefissata e il suo continuo infilare parole oscene nelle frasi che pronuncia, si imbarazza molto quando vede Tanukichi in situazioni erotiche.
Anna Nishikinomiya (アンナ・錦ノ宮?)
Doppiata da: Miyu Matsuki
La presidente del consiglio studentesco dell'accademia Tokioka e il primo amore d'infanzia di Tanukichi, che in più occasioni dimostra di essere incredibilmente agile e forte a dispetto della sua apparente fragilità. È colei che dà a Tanukichi il compito di catturare "Il blu del campo innevato" prima che questi metta a repentaglio la morale della scuola. Nonostante sia la figlia di Sophia e Matsukage Nishikinomiya, dopo aver baciato accidentalmente Tanukichi, diventa ossessionata da lui, ma non sapendo come fare ad esprimere il proprio amore, finisce per esternarlo in modi estremi come tentando di stuprarlo o mostrando tendenze yandere. Essendo anche convinta che l'amore sia giustizia, irrigidisce ulteriormente la sorveglianza a scuola per conquistarlo tramite "cose giuste". La sua ossessione nei confronti di Tanukichi è talmente forte da farla eiaculare ogni volta che si trova nelle sue vicinanze, pensa a lui o addirittura ne percepisce l'odore, finendo per mischiare la propria "essenza" (da lei soprannominata "nettare dell'amore") nell'impasto dei biscotti che un giorno gli fa assaggiare per fargliene sentire il sapore.
Otome Saotome (早乙女 乙女?, Saotome Otome)
Doppiata da: Satomi Arai
Un'artista prodigio che, pur avendo vinto diversi premi grazie ai suoi dipinti esposti in tutta la scuola, non apprezza le attenzioni derivanti dalla sua fama. Dopo aver visto per caso Tanukichi mentre si toglieva un costume de "Il blu del campo innevato" sulla terrazza di un edificio scolastico, lo ricatta per farlo diventare il suo "animaletto". Ha una cotta non corrisposta per Anna, ma non sapendo come confessarle i suoi sentimenti, lo rivela a Tanukichi in cerca del suo aiuto. Più tardi, si unisce ai SOX per imparare a disegnare opere sconce. Siccome però i dispositivi del governo sono in grado di rilevare i disegni sconci attraverso il movimento della mano, è costretta a fare pratica tenendo la matita tra i denti.
Kosuri Onigashira (鬼頭 鼓修理?, Onigashira Kosuri)
Doppiata da: Yui Horie
La figlia di Keisuke, ossia una grande fan dei SOX che si unisce al gruppo dopo essersi imbattuta per caso in Tanukichi. Manipola chiunque, alleati inclusi, con le tattiche che ha imparato dai manga shōjo e, siccome si caccia spesso nei guai, porta sempre con sé varie armi tra cui un taser. Pur andando molto d'accordo con Ayame, secondo la quale il suo taglio di capelli ricorda un pene, non riesce mai ad entrare nelle sue grazie come vorrebbe. Inoltre, dopo essere stata beccata da Anna a casa di Tanukichi, inizia a vivere con lui fingendosi la sua sorella minore. Più tardi, attratta dalle idee di rivoluzione de "La Raccolta dei Tessuti", decide di tradire i SOX per unirsi a "Il bianco della vetta", ma dopo aver scoperto la sua vera natura, capisce il proprio errore e torna ad essere una fervida sostenitrice di Ayame.
Hyōka Fuwa (不破 氷菓?, Fuwa Hyōka)
Doppiata da: Saori Gotō
Una scienziata in erba e una compagna di classe di Tanukichi che è ossessionata dal mistero della gravidanza, in quanto le autorità morali giapponesi hanno censurato tutto ciò che concerne l'educazione sessuale fino a lasciarne solo vaghe generalità. Per soddisfare la sua curiosità ha anche tentato di scoprirne di più in cliniche ginecologiche ed ospedali, ma l'unico risultato è stato che ora ne è bandita. Essendo convinta che Tanukichi sia a conoscenza di tutte le risposte alle sue domande, cerca in ogni modo di fargli svelare la verità. Ha sempre le occhiaie e viene soprannominata dai compagni "testa d'alga" per via dei suoi capelli verdi. Inoltre ha l'abitudine di apparire da sotto il banco di Tanukichi per fargli delle domande, spaventandolo ogni volta.

### Altri personaggi
Raiki Gōriki (轟力 雷樹?, Gōriki Raiki)
Doppiato da: Kenta Miyake
Il tesoriere nonché segretario del consiglio studentesco che, pur avendo l'aspetto e i modi di un gorilla, odia le banane. Non si fida di Tanukichi poiché proviene da una scuola media a basso punteggio morale e, dopo aver saputo che suo padre è Zenjuro, diventa ancora più diffidente nei suoi confronti. Nonostante ciò, dopo che Tanukichi salva Anna da alcuni stalker, inizia a portargli maggiore rispetto e a preoccuparsi addirittura per lui, al punto che, con gran fastidio di quest'ultimo, Saotome inizia a disegnare una serie di storie yaoi – dal titolo Odia me, ma non la mia banana – incentrata sui due. È anche bravo a cucinare, ha una sorella minore e sotto i vestiti indossa della biancheria intima femminile, convinto che sia una cosa normale.
Oboro Tsukimigusa (月見草 朧?, Tsukimigusa Oboro)
Doppiato da: Sumire Uesaka
Una studentessa modello, addestrata da Matsukage secondo un rigoroso codice morale, che ha il compito di proteggere Anna da qualsiasi oscenità, tra cui oggetti normali come addirittura canestri e rotoli di carta igienica. Nonostante ciò, non può interferire nella vita di Anna se non per assisterla o difenderla, ragion per cui ai suoi occhi ogni suo comportamento osceno è paradossalmente lecito. Si fa facilmente convincere su cosa sia legale o meno dalle proteste degli studenti, e più tardi si scopre che in realtà è biologicamente maschio, anche se la sua identità si adegua a qualsiasi ordine Matsukage gli dia.
Takuma Ichinose (一之瀬 琢磨?, Ichinose Takuma) / Il bianco della vetta (頂の白?, Itadaki no shiro)
Doppiato da: Ken Narita
Un terrorista pervertito ricoperto di mutandine ossessionato dalla biancheria intima. È un maniaco di "alta classe" a capo del gruppo "La Raccolta dei Tessuti", che ruba qualsiasi biancheria intima venuta a contatto col corpo umano. Alla sua prima apparizione afferma di essere un sostenitore dei SOX, ma successivamente si verrà a sapere che il suo gruppo era solo una montatura creata appositamente per appagare il suo feticismo di biancheria usata. Verrà sconfitto e catturato grazie agli sforzi congiunti del consiglio studentesco della Tokioka capeggiato da Anna e della SOX.
Matsukage Nishikinomiya (錦ノ宮 祠影?, Nishikinomiya Matsukage)
Doppiato da: Hajime Iijima
Il padre di Anna, ossia un membro della Dieta che ha approvato le leggi originali sulla morale pubblica che hanno trasformato il Giappone in una società di alto livello morale.
Sophia Nishikinomiya (ソフィア・錦ノ宮?)
Doppiata da: Sayaka Ōhara
La madre di Anna, ossia una sostenitrice di leggi sulla morale pubblica ancora più rigorose di quelli esistenti.
Keisuke Onigashira (鬼頭 慶介?, Onigashira Keisuke)
Il padre di Kosuri, ossia un terrorista pervertito che è sceso a patti con le autorità morali, facendo infuriare gli altri gruppi terroristici nel Giappone, tra cui sua figlia. Grazie a lui, i SOX riescono a trasmettere un messaggio per dissociarsi dalle azioni de "La Raccolta dei Tessuti".
Binkan-chan (びんかんちゃん?)
Doppiata da: Yui Ogura
Un personaggio originale dell'anime. È una studentessa innocente dell'accademia Tokioka che rimane spesso vittima degli atti terroristici dei SOX. Il suo vero nome non viene mai rivelato, in quanto "binkan-chan" significa semplicemente "ragazza sensibile".
Nadeshiko Kajō (華城 撫子?, Kajō Nadeshiko)
La madre adottiva di Ayame, che si oppone segretamente alle nuove leggi sulla morale pubblica, tra cui soprattutto quelle contro i bagni misti. Possiede un ryokan dotato di onsen, ed è colei che ha insegnato ad Ayame a essere una vera gentildonna giapponese.
Ranko Okuma (奥間 爛子?, Okuma Ranko)
La madre di Tanukichi, nonché colei che gli ha insegnato a combattere. Amica di Sophia, è una fervente sostenitrice delle nuove leggi sulla morale pubblica.
Yutori Nuregoromo (濡衣 ゆとり?, Nuregoromo Yutori)
Una vecchia amica d'infanzia di Tanukichi che appartiene a una famiglia di contadini.
Love Machine (羅武マシーン?, Rabu Mashīn)

## Media

### Light novel
La serie è stata scritta da Hirotaka Akagi con le illustrazioni di Eito Shimotsuki. I volumi sono stati pubblicati dalla Shogakukan, sotto l'etichetta Gagaga Bunko, dal 18 luglio 2012 al 18 febbraio 2016.
| Nº | Data di prima pubblicazione | Data di prima pubblicazione | Data di prima pubblicazione |
| Nº | Giapponese                  | Giapponese                  |                             |
| -- | --------------------------- | --------------------------- | --------------------------- |
| 1  | 18 luglio 2012              | ISBN 978-4-09-451352-3      |                             |
| 2  | 20 novembre 2012            | ISBN 978-4-09-451376-9      |                             |
| 3  | 18 aprile 2013              | ISBN 978-4-09-451407-0      |                             |
| 4  | 20 agosto 2013              | ISBN 978-4-09-451432-2      |                             |
| 5  | 17 gennaio 2014             | ISBN 978-4-09-451463-6      |                             |
| 6  | 20 maggio 2014              | ISBN 978-4-09-451485-8      |                             |
| 7  | 18 settembre 2014           | ISBN 978-4-09-451511-4      |                             |
| 8  | 18 febbraio 2015            | ISBN 978-4-09-451536-7      |                             |
| 9  | 18 giugno 2015              | ISBN 978-4-09-451555-8      |                             |
| 10 | 18 settembre 2015           | ISBN 978-4-09-451572-5      |                             |
| 11 | 18 febbraio 2016            | ISBN 978-4-09-451594-7      |                             |

### Manga
L'adattamento manga, intitolato Shimoneta to iu gainen ga sonzai shinai taikutsu na sekai: man**-hen (下ネタという概念が存在しない退屈な世界 マン●篇?) e disegnato da N' Yuzuki, è stato serializzato sulla rivista Comic Blade della Mag Garden prima in versione cartacea e poi online dal 28 marzo 2014 al 29 febbraio 2016. I capitoli sono stati raccolti in quattro volumi tankōbon, che sono stati pubblicati tra il 18 febbraio 2015 e il 9 aprile 2016.
| Nº | Data di prima pubblicazione | Data di prima pubblicazione | Data di prima pubblicazione |
| Nº | Giapponese                  | Giapponese                  |                             |
| -- | --------------------------- | --------------------------- | --------------------------- |
| 1  | 18 febbraio 2015            | ISBN 978-4-8000-0413-0      |                             |
| 2  | 18 giugno 2015              | ISBN 978-4-8000-0471-0      |                             |
| 3  | 10 agosto 2015              | ISBN 978-4-8000-0486-4      |                             |
| 4  | 9 aprile 2016               | ISBN 978-4-8000-0564-9      |                             |

### Anime
L'adattamento anime è stato annunciato nel 2014 sul sito ufficiale della Gagaga Bunko. La serie televisiva, prodotta dalla J.C.Staff e diretta da Yōhei Suzuki, è andata in onda dal 4 luglio al 19 settembre 2015. Le sigle di apertura e chiusura sono rispettivamente B chiku sentai SOX (B地区戦隊SOX? lett. "Distretto B squadrone SOX") dei SOX e Inner Urge di Sumire Uesaka. In Italia gli episodi sono stati trasmessi in streaming, in contemporanea col Giappone, dalla Dynit su VVVVID a partire dal 7 luglio 2015 (E a partire dal 6 agosto 2019 è stata aggiunta al catalogo di Netflix sottotitolata in italiano), mentre in Australia e Nuova Zelanda i diritti sono stati acquistati dalla AnimeLab. In America del Nord, invece, la serie è stata concessa in licenza alla Funimation.

#### Episodi
| Nº | Titolo italiano Giapponese 「Kanji」 - Rōmaji                                                                                    | In onda           | In onda |
| Nº | Titolo italiano Giapponese 「Kanji」 - Rōmaji                                                                                    | Giapponese        |         |
| 1  | Per chi è il buon costume? 「公序良俗は誰が為に」 - Kōjoryōzoku wa ta ga tame ni                                                 | 4 luglio 2015     |         |
| 2  | Il mistero della gravidanza 「妊娠のなぞ」 - Ninshin no nazo                                                                     | 11 luglio 2015    |         |
| 3  | Come la gente ama 「人の愛し方」 - Hito no aishikata                                                                             | 18 luglio 2015    |         |
| 4  | Come dice il proverbio: amore è giustizia 「世界いわく、愛は正義」 - Sekai iwaku, ai wa seigi                                    | 25 luglio 2015    |         |
| 5  | Per chi è il terrorismo osceno? 「下ネタテロは誰が為に」 - Shimoneta tero wa ta ga tame ni                                       | 1º agosto 2015    |         |
| 6  | Tepore fatto a mano! 「手作りのぬくもり！」 - Tezukuri no nukumori!                                                              | 8 agosto 2015     |         |
| 7  | Ciò che la SOX ha creato 「SOXが作りし者」 - SOX ga tsukuri shi mono                                                             | 15 agosto 2015    |         |
| 8  | Il diavolo giunge suonando la fanfara 「悪魔が来たりてホラを吹く」 - Akuma ga kitarite hora o fuku                               | 22 agosto 2015    |         |
| 9  | Ma gli androidi sognano massaggi elettrici? 「アンドロイドは電気アンマの夢を見るか」 - Andoroido wa denki anma no yume o miru ka | 29 agosto 2015    |         |
| 10 | Quest di livello cinque-contro-uno 「ジイ級クエスト」 - Jii-kyū kuesuto                                                          | 5 settembre 2015  |         |
| 11 | Techno break 「テクノブレイク」 - Tekuno bureiku                                                                                 | 12 settembre 2015 |         |
| 12 | Per sempre osceni 「下ネタよ永遠に」 - Shimoneta yo eien ni                                                                      | 19 settembre 2015 |         |